# 司马直安
司马直安（5世纪—523年），河内温县（今河南省温县）人，安平献王司马孚的后裔，东晋右卫将军、散骑常侍、中护军、使持节、侍中、太尉公、河间武王司马钦的玄孙，东晋侍中、左卫将军、河间景王司马昙之的曾孙，北魏安远将军、丹阳简侯司马叔璠的孙子，北魏辽西太守、温县靖候司马灵寿的儿子，司马惠安的弟弟。
司马直安历任尚书郎，济北郡、济南郡二郡太守，员外散骑常侍。萧宝寅征锺离，推荐司马直安为长史，司马直安因为军队后退而被定罪，免去官职加以刑罚，因为疾病得以豁免，不久被任命为东平原郡太守。司马直安回京后担任征虏将军、太中大夫，升任左将军。正光四年（523年），司马直安去世，朝廷追赠大将军、济州刺史。